# Schiedeella garayana
Schiedeella garayana är en orkidéart som beskrevs av Roberto González Tamayo. Schiedeella garayana ingår i släktet Schiedeella och familjen orkidéer. Inga underarter finns listade i Catalogue of Life.
Arten finns huvudsakligen i delstaten Jalisco i Mexiko.